# 고하르 헤이란디시
고하르 헤이란디시(페르시아어: گوهر خیراندیش, 영어: Gohar Kheirandish, 1954년 8월 21일 ~ )는 이란의 배우, 성우이다. 2004년 파즈르 국제 영화제 크리스털 시무르그 여우주연상 수상자이다.

## 출연 작품
- 크레이지 캐슬 (2015)
- 그로잉 인 더 윈드 (2012)
- 로우 하이츠 (2002)